# 巴德迪
巴德迪（Baddi），是印度喜马偕尔邦Solan县的一个城镇。总人口22592（2001年）。

## 人口
该地2001年总人口22592人，其中男性16929人，女性5663人；0—6岁人口2432人，其中男1293人，女1139人；识字率75.70%，其中男性为83.20%，女性为53.29%。